# Жилино-1
Жилино-1 (на руски: Жилино-1) е село в Люберецки район, Московска област, Русия. Населението му през 2010 година е 364 души.

## География

### Разположение
Селото е разположено в централната част на Люберецки район. Намира се на 3,5 километра от Люберци. Надморската му височина е 130 метра.

### Климат
Климатът в Жилино-1 е умереноконтинентален (Dfb по Кьопен) с горещо и сравнително влажно лято и дълга студена зима.